# GS Olympia Larisa
GS Olympia Larisa (griechisch ΓΣ Ολυμπια Λαρισα) ist eine griechische Basketballmannschaft aus Larisa.

## Geschichte
Olympia Larisa gehört neben AE Larisa 1964 GS zu den zwei Vereinen Larissa, die es geschafft haben, in die höchste Basketball-Spielklasse Griechenlands aufzusteigen. Nachdem beide Vereine bis zum Ende der 2000er Jahre im Oberhaus spielten, fusionierten sie im Sommer 2009 zum heutigen Verein GS Olympia Larissa. Seine Heimspiele trägt der Verein im Klisto Gymnastirio Larisas aus. Die erst 1995 errichtete Arena fasst knapp 4.000 Zuschauer.

## Bekannte oder bedeutende ehemalige Spieler

Vereinslogo bis 2009

- Stephen Arigbabu
- Dimosthenis Dikoudis
- Demond Greene
- Nikos Ikonomou
- Sven Schultze

## Bedeutende ehemalige Trainer
- Evangelos Alexandris